# Speler-trainer
Een speler-trainer of speler-coach is een sporter die zelf meespeelt in het door hem gecoachte team. De dubbelrol komt voor in meerdere sporten, waaronder het voetbal, basketbal, American football en honkbal.

## Voetbal

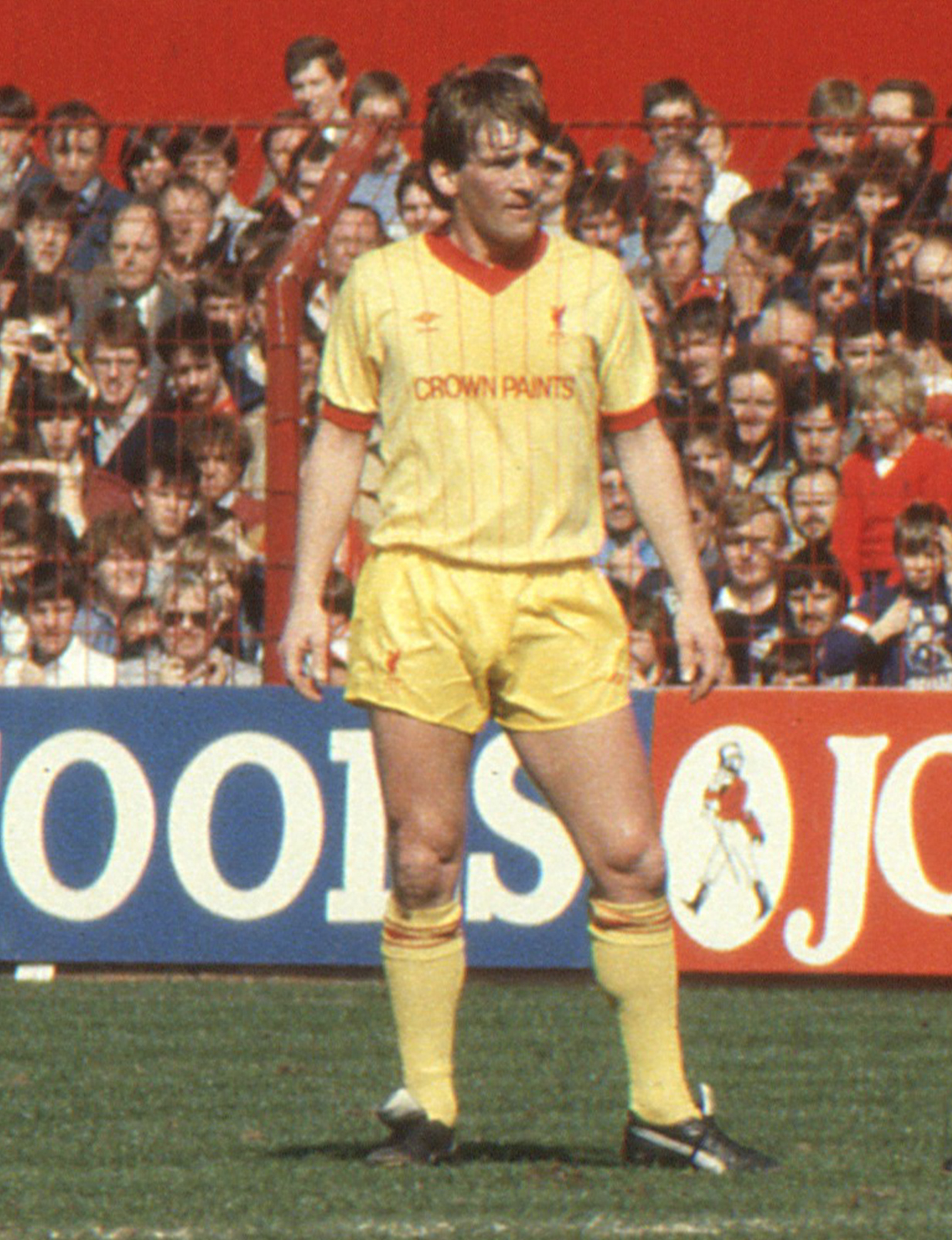
Kenny Dalglish is een van de meest succesvolle speler-trainers uit de voetbalhistorie.

De voetbalhistorie kent enkele succesvolle speler-trainers. In de jaren 50 won Adolfo Pedernera met zijn club Millonarios drie opeenvolgende landstitels en de Colombiaanse beker. Zijn landgenoot José Manuel Moreno won met Independiente Medellín twee jaar later ook de Colombiaanse landstitel. Destijds werd de speler-trainer gezien als een manier voor clubs om twee functies te vervullen voor de prijs van een. Clubbestuurders zagen graag dat ervaren voetballers tegen het einde van hun carrière een coachende rol op zich wilden nemen. In die periode waren er nog geen trainerskwalificaties nodig, zodat spelers zonder aangetoonde bekwaamheid in een trainersfunctie konden stappen.
Grotere clubs hadden de neiging de dubbelrol te vermijden, maar dit veranderde toen Liverpool in 1985 Kenny Dalglish aanstelde. In zijn eerste seizoen behaalde het team de dubbel door zowel het landskampioenschap als de FA Cup te winnen. Dalglish scoorde zelf het winnende doelpunt op de laatste speeldag tegen Chelsea (0–1) waarmee de titel werd veiliggesteld. Toch viel het hem niet gemakkelijk om beide rollen te combineren en vertrouwde hij zwaar op zijn staf. Oud-trainer Bob Paisley werd teruggehaald als adviseur van Dalglish, terwijl Ronnie Moran, Roy Evans en Tom Saunders eveneens aanwezig waren voor de begeleiding en coaching van spelers. Dalglish won nog twee landstitels en een FA Cup voordat hij in 1990 besloot te stoppen met spelen.
Na de dubbelrol van Dalglish nam het aantal speler-trainers in Engeland toe, bij zowel grote als kleine clubs. Trevor Francis werd in 1991 speler-coach bij Sheffield Wednesday, terwijl Peter Reid drie jaar bij Manchester City doorbracht en daarin twee keer een vijfde plaats behaalde. Vervolgens had Chelsea in zes jaar tijd drie opeenvolgende speler-trainers, waarbij Glenn Hoddle, Ruud Gullit en Gianluca Vialli allemaal succes hadden. In Schotland werd Graeme Souness de eerste speler-trainer uit de historie van Rangers. Hij wist drie opeenvolgende landstitels en drie League Cups te winnen.
Eind jaren 90 nam de populariteit van de rol speler-trainer af. Een verklaring die hiervoor werd gegeven is de toegenomen werklast van de moderne voetbaltrainer. Velen houden zich bezig met het toezicht op trainings- en fitnesssessies, spelerscontracten, transfers en spelersmakelaars, het bekijken van tegenstanders, scouten van talent, en het omgaan met de eisen van de 24-uurs media. Er ligt meer druk om goede resultaten terwijl er minder baanzekerheid bestaat. Dit alles maakt het complexer om in beide rollen optimaal te presteren. Een van de meest succesvolle speler-trainers in Engeland na 2000 was Dennis Wise. Hij leidde zijn club Millwall in 2004 voor de eerste maal in de historie naar de FA Cup-finale. Millwall was de eerste club in twaalf jaar die van buiten de Premier League wist door te dringen tot de finale. 

## Lijst met speler-trainers in het voetbal
| Speler-coach         | Team                                    | Periode             |
| -------------------- | --------------------------------------- | ------------------- |
| Karl Rappan          | Serfette                                | 1931–1935           |
| Ercole Carzino       | Sampierdarenese                         | 1931–1933           |
| Hennes Weisweiler    | 1. FC Köln                              | 1949–1952           |
| Adolfo Pedernera     | Millonarios                             | 1951–1954           |
| Erwin Helmchen       | VfB Lübeck                              | 1950                |
| Albert Batteux       | Stade de Reims                          | 1950                |
| Helmut Schön         | Hertha BSC                              | 1950–1951           |
| José Manuel Moreno   | Independiente Medellín                  | 1957 1960–1961      |
| Ken Armstrong        | Nieuw-Zeeland                           | 1958–1962           |
| Helmut Benthaus      | FC Basel                                | 1965–1971           |
| Kunishige Kamamoto   | Yanmar Diesel                           | 1978–1984           |
| Johan Boskamp        | RWDM                                    | 1981                |
| Wolfgang Frank       | FC Glarus                               | 1984–1988           |
| Graeme Souness       | Rangers                                 | 1986–1991           |
| Kenny Dalglish       | Liverpool                               | 1986–1991           |
| Uwe Reinders         | Eintracht Braunschweig                  | 1987–1989           |
| Trevor Francis       | Queens Park Rangers Sheffield Wednesday | 1988–1989 1991–1995 |
| Peter Reid           | Manchester City                         | 1990–1993           |
| Glenn Hoddle         | Swindon Town Chelsea                    | 1991–1993 1993–1995 |
| Alan Curbishley      | Charlton Athletic                       | 1991–1996           |
| Joachim Löw          | FC Frauenfeld                           | 1994–1995           |
| Bryan Robson         | Middlesbrough                           | 1994–1997           |
| Oleksandr Zavarov    | Saint-Dizier                            | 1995–1998           |
| Ruud Gullit          | Chelsea                                 | 1996–1998           |
| Sergio Batista       | All Boys                                | 1997                |
| Davie Irons          | Annan Athletic                          | 1997–2002           |
| Attilio Lombardo     | Crystal Palace                          | 1998                |
| Gianluca Vialli      | Chelsea                                 | 1998–2000           |
| Wynton Rufer         | Football Kingz                          | 1999–2002           |
| John Barnes          | Celtic                                  | 1999–2000           |
| Karl-Heinz Riedle    | Fulham                                  | 2000                |
| George Weah          | Liberia                                 | 2000–2002           |
| Dennis Wise          | Millwall                                | 2003–2005           |
| Paul Merson          | Walsall                                 | 2004–2006           |
| Marco Kurz           | SC Pfullendorf                          | 2005                |
| Igor Dobrovolskiy    | Tiligul-Tiras Tiraspol                  | 2005–2006           |
| Dorinel Munteanu     | CFR Cluj                                | 2005–2006           |
| Paul Ince            | Macclesfield Town                       | 2006–2007           |
| Romário              | Vasco da Gama                           | 2007                |
| Russell Latapy       | Falkirk                                 | 2007–2009           |
| Sergio Ibarra        | Cienciano Sport Huancayo                | 2010 2013           |
| Neil Emblen          | Waitakere United                        | 2010–2012           |
| Tony Jamieson        | Tupapa Maraerenga                       | 2011–2012           |
| Brian Shelley        | Ballarat Red Devils Waitakere United    | 2011–2012 2013–2015 |
| Serhij Serebrennikov | KSV Roeselare                           | 2011–2014           |
| Edgar Davids         | Barnet                                  | 2012–2013           |
| Roberto Carlos       | Anzji Delhi Dynamos                     | 2012 2015           |
| Ryan Giggs           | Manchester United                       | 2014                |
| Garry Monk           | Swansea City                            | 2014                |
| Teddy Sheringham     | Stevenage                               | 2015                |
| Samuel Eto'o         | Antalyaspor                             | 2015–2016           |
| Jamaïque Vandamme    | KVV Coxyde VW Hamme                     | 2016–2017 2017–2018 |
| Vincent Kompany      | RSC Anderlecht                          | 2019                |
| Wayne Rooney         | Derby County                            | 2020–2021           |